# Televisão na Dinamarca
A televisão na Dinamarca foi fundada na década de 1950 e era gerida por um monopólio com apenas um canal disponível até os anos 80.

## História
As primeiras transmissões televisivas na Dinamarca começaram em 2 de outubro de 1951. Estas foram realizadas pela emissora nacional de rádio Statsradiofonien e consistiam em uma transmissão de uma hora três vezes por semana. As transmissões foram inicialmente limitadas a algumas centenas de casas na área da capital.
As transmissões diárias começaram em 1954. Com a abertura do transmissor Gladsaxe, a maior parte da Zelândia podia assistir à televisão. Todo o país foi coberto em 1960, quando o transmissor em Bornholm abriu. Statsradiofonien foi renomeado Danmarks Radio (DR) em 1959.
O primeiro programa de notícias, a TV-Avisen, começou em 1965. A televisão a cores iniciou as transmissões de testes em 1967, com a televisão em cores se tornando a norma na filmagem e na transmissão a partir de 1970.
Em 1983, o DR iniciou testes com a estação de televisão regional TV Syd. A televisão local começou em muitas partes do país, desafiando o monopólio da DR. O monopólio da televisão nacional terminou em 1 de outubro de 1988, quando a TV 2 começou. A TV 2 estava localizada em Odense, na Funen, e recebeu financiamento de publicidade e licença de televisão. Oito estações regionais foram estabelecidas dentro da TV 2, uma das quais foi a TV Syd. Interromper programas para comerciais era ilegal (e ainda é, a partir de 2012), então os comerciais foram transmitidos entre os programas.
O primeiro canal privado de satélite transmitido nas línguas escandinavas tinha começado em 1987 e era conhecido como TV3. Uma versão dinamarquesa separada começou em 1990. A TV3 estava transmitindo do Reino Unido e poderia, portanto, evitar as leis de publicidade dinamarquesas. A TV3 lançou um canal irmão conhecido como 3+ em 1996, fundindo seus dois antigos canais, TV6 e ZTV.
O DR lançou um canal via satélite em 30 de agosto de 1996. Era conhecido como DR2, e o primeiro canal mudou seu nome para DR1 de acordo.
As emissoras de televisão locais não tinham permissão para entrar em rede, o que significava que duas estações não podiam exibir um programa ao mesmo tempo. Em 1997, as regras foram relaxadas, permitindo que as estações pudessem simular simultaneamente um programa. Isto deu origem à rede de TV Danmark.
A TV 2 iniciou um segundo canal em 2000. Era conhecida como TV 2 Zulu e era um empreendimento exclusivamente comercial. Foi inicialmente um canal gratuito, mas foi transformado em um canal pago em 2003. Desde então, a TV 2 lançou vários canais pagos, como TV 2 Charlie, TV 2 Film e TV 2 News.
A SBS, proprietária da TV Danmark, lançou um canal irmão chamado TV Danmark 1 em 2002. O canal original tornou-se TV Danmark 2. Assim como TV3 e TV3 +, a TV Danmark 1 foi transmitida do Reino Unido. Em 4 de abril de 2004, a TV Danmark 1 tornou-se o Kanal 5. A TV Danmark foi renomeada Kanal 4 em 3 de abril de 2006 e deixou a rede terrestre em 1 de janeiro de 2007. Ela foi substituída pela SBS Net, da mesma empresa.
Como o DR e o TV 2 são de propriedade do Estado, os radiodifusores de propriedade estatal têm uma participação de visualização relativamente alta, de acordo com os padrões europeus. Quando um novo governo de centro-direita foi eleito em 2001, anunciou que privatizaria a TV 2 dentro de 100 dias. Isso falhou, mas a TV 2 foi transformada em uma empresa pública de propriedade do governo (aktieselskab) em 2003. A TV 2 recebeu financiamento de licença para o canal nacional pela última vez em 2004.

## Televisão digital terrestre
A DTT teve seu lançamento técnico na Dinamarca em março de 2006, após alguns anos de testes públicos. O lançamento oficial foi à meia-noite de 1 de novembro de 2009, onde as transmissões analógicas foram encerradas em todo o país.
Em setembro de 2013, seis multiplexes nacionais estavam disponíveis. Os MUX 1 e 2 são propriedade da DIGI-TV I / S (joint-venture entre a DR e a TV 2), mas são operados pela Teracom A/S. Eles transmitem apenas canais abertos. MUX 3 - 6 pertencem e são operados pela Boxer, transmitindo apenas televisão por assinatura criptografada.

## Audiência
Audiência para diferentes canais, de acordo com a TNS-Gallup.
* Os números de 2009 referem-se apenas às semanas até 26 de abril.
| Canais                  | 2000 | 2001 | 2002 | 2003 | 2004 | 2005 | 2006 | 2007 | 2008 | 2009* |
| ----------------------- | ---- | ---- | ---- | ---- | ---- | ---- | ---- | ---- | ---- | ----- |
| DR1                     | 28.9 | 27.6 | 28.4 | 29.8 | 29.8 | 28.0 | 27.7 | 26.4 | 24.6 | 23.9  |
| DR2                     | 2.9  | 3.3  | 3.7  | 3.8  | 4.2  | 4.7  | 4.7  | 4.6  | 4.1  | 4.7   |
| DR Update               | -    | -    | -    | -    | -    | -    | -    | -    | 0.2  | 0.3   |
| TV 2                    | 36.1 | 34.7 | 35.3 | 35.2 | 35.0 | 35.8 | 34.2 | 33.4 | 31.2 | 30.2  |
| TV 2 Zulu               | 0.3  | 2.2  | 3.1  | 2.1  | 2.5  | 2.8  | 3.0  | 2.5  | 2.3  | 2.3   |
| TV 2 Charlie            | -    | -    | -    | -    | 0.2  | 1.0  | 2.0  | 2.7  | 2.4  | 2.6   |
| TV 2 Film               | -    | -    | -    | -    | -    | 0.2  | 0.8  | 1.1  | 1.1  | 1.2   |
| TV 2 News               | -    | -    | -    | -    | -    | -    | -    | 0.7  | 1.8  | 2.4   |
| Viasat Sport/TV 2 Sport | -    | -    | 0.4  | 0.4  | 0.4  | 0.4  | 0.4  | 0.8  | 1.1  | 1.2   |
| TV3                     | 9.1  | 8.0  | 7.2  | 6.6  | 6.0  | 5.4  | 5.0  | 5.3  | 4.9  | 4.7   |
| TV3+                    | 3.3  | 3.6  | 3.5  | 3.5  | 3.5  | 3.6  | 3.7  | 3.7  | 3.6  | 3.1   |
| TV3 Puls                | -    | -    | -    | -    | -    | -    | -    | -    | -    | 0.3   |
| TVDanmark 2/Kanal 4     | 5.1  | 6.3  | 4.8  | 4.7  | 4.3  | 3.9  | 3.1  | 1.2  | 1.7  | 1.8   |
| TVDanmark 1/Kanal 5     | 1.9  | 2.3  | 2.2  | 1.9  | 2.3  | 2.3  | 2.5  | 2.6  | 2.9  | 2.9   |
| SBS Net/6'eren          | -    | -    | -    | -    | -    | -    | -    | 1.0  | 1.0  | 1.3   |
| The Voice TV            | -    | -    | -    | -    | -    | -    | -    | -    | 0.3  | 0.3   |
| Discovery Channel       | -    | -    | -    | 1.3  | 1.1  | 1.1  | 1.3  | 1.3  | 1.3  | 1.3   |
| Animal Planet           | -    | -    | -    | -    | -    | -    | -    | -    | 0.6  | 0.6   |